# Roslagen

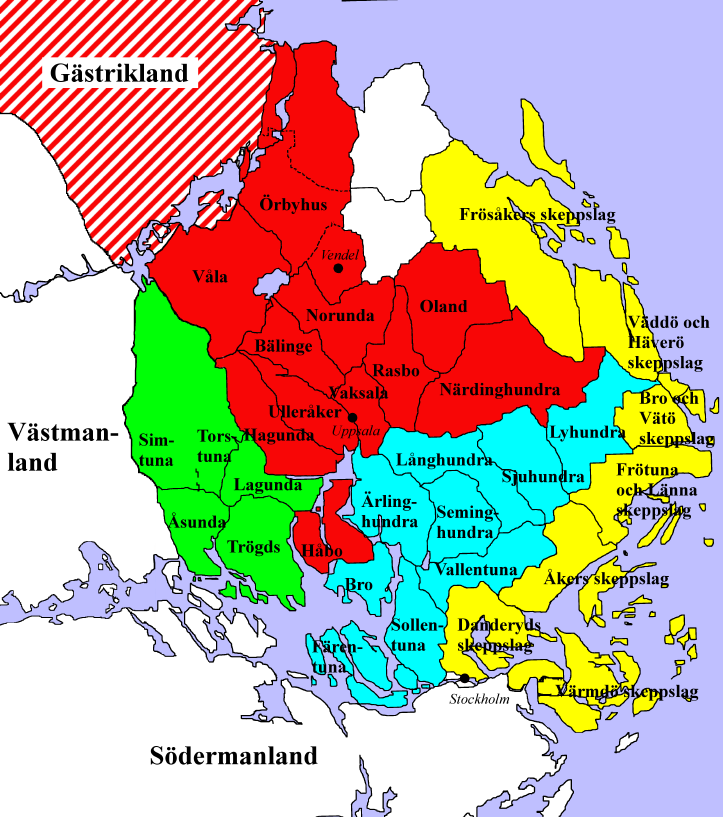
Folklands a Svitjod (Uppland/Gästrikland)
roig = Tiunda
cian = Attunda
groc = Roden / Roslagen
verd = Fjärdhundra
La línia de costa ha canviat molt en el darrer mil·lenni. En l'època medieval s'anomenava Roden.

Roslagen és el nom de la zona litoral de la província d'Uppland a Suècia, que també constitueix la part nord de l'arxipèlag d'Estocolm.
Històricament era el nom de tota la costa de la mar Bàltica, incloent la part est del llac Mälaren, que pertany a Svealand. El nom deriva del suec Roden que és l'equivalent costaner a la divisió administrativa hundred.
Etimològicament, Roden, o Roslagen, és la font del nom que en finès i en estonià es dona a Suècia: Ruotsi i Rootsi.